# Paulo Henrique Soares dos Santos
Paulo Henrique Soares dos Santos, meglio conosciuto come Paulinho (Ceilândia, 10 luglio 1994), è un calciatore brasiliano, centrocampista dell'Al-Bataeh.

## Palmarès

### Club

#### Competizioni nazionali
- Segunda Liga: 1

Portimonense: 2016-2017
- Campionato portoghese: 1

Porto: 2017-2018